# Freden i Tartu (Sovjetunionen-Finland)
 For alternative betydninger, se Freden i Tartu. (Se også artikler, som begynder med Freden i Tartu)
Fredsaftalen i Tartu (også kaldet Freden i Dorpat) undertegnedes af Finland og Russiske SFSR i Dorpat (Tartu i Estland) den 14. oktober 1920. I aftalen enedes man om grænsedragningen mellem landene og om at stoppe krigen mellem de to lande.

## Fredsforhandlingerne
De finske og sovjetiske delegationer mødtes den 12. april 1920 for at drøfte en våbenstilstand ved Rajajoki, men forhandlingerne brød sammen efter to uger, eftersom man ikke kunne komme overens. Finland ønskede, at et demilitariseret område ved grænsen, som skulle omfatte Hvidekarelens og Aunus nordlige dele, den del af Ingermanland som fandtes nord for floden Neva, skulle tilfalde landet. Russiske SFSR ville på sin side have, at man skulle tage udgangspunkt i den grænse, der var gældende i 1914, ikke medregnet Repola og Porajärvi, hvis fremtid skulle aftales separat.
Fredsforhandlingerne i Tartu indledtes den 12. juni 1920. Den finske delegation blev ledet af Juho Kusti Paasikivi. Regeringen fremførte som sit ønske, at Petsamo og Kolahalvøen skulle tilfalde Finland, samt at grænsen til Russiske SFSR skulle drages langs linjen Ladoga-Svir-Onega-Hvidehavet, idet Østkarelens befolkning skulle få mulighed for selv at beslutte sin skæbne ved en folkeafstemning. Lige inden, at forhandlingerne indledtes, indtog Russiske SFSR Murmanskbanen og området fra denne mod Finland, og udråbte den Karelske Arbejderkommune. Ifølge russerne viste dette, at den østkarelske befolkning nu havde udøvet sin selvbestemmelsesret.
I begyndelsen behandlede man kun områdespørgsmål eftersom russerne holdt fast på sine krav om 1914-grænserne. Da de russiske styrker trængte frem mod Warszawa i 1920, blev forhandlingerne afbrudt i to uger. På det tidspunkt slækkede præsident Kaarlo Juho Ståhlberg på de finske krav. Finland ønskede fortsat, at befolkningen i Petsamo, Repola og Porajärvi selv skulle bestemme deres fremtid, men at man kunne være fleksibel i spørgsmålet om Østkarelen. Da forhandlingerne genoptoges, trak den finske delegation bevidst diskussionerne i langdrag, eftersom man forventede, at verdenssituationen skulle blive klarere. Til sidst, den 9. august gav udenrigsminister Rudolf Holsti den finske delegation mandat til at indlede forhandlingerne for alvor, eftersom Polen havde afsluttet sine forhandlinger med den Russiske SFSR. De polske styrker havde formået at indtage store østslavisk talende områder dermed begyndte også de russiske standpunkter at blive opblødet, og man begyndte at nærme sig kompromisser. Våbenstilstanden blev indgået mellem Finland og Russiske SFSR den 13. august. Russiske SFSR var rede til at overdrage Petsamo til Finland, hvorved Finland skulle afstå Repola og Porajärvi. Fredsaftalen i Tartu blev endelig indgået den 14. oktober. Aftalen ratificeredes i den finske rigsdag i december. 30 rigsdagsmedlemmer stemte imod aftalen.
Russiske SFSR anerkendte det autonome Storfyrstendømme Finlands grænser fra år 1812, som i hovedtræk fulgte Stolbovafredens grænsedragning, og overlod Petsamo til Finland. Zar Alexander 2. havde i 1864 tildelt dette område til Finland efter, at Sestra på Det Karelske Næs var blevet overdraget til Rusland. Finland lovede desuden at overdrage Repola og Porajärvi, som man havde besat under Viena- og Aunusekspeditionerne. Dette harmede den fungerende lensmand Bobi Sivén i den grad, at han skød sig selv. Til trods for, at freden i Tartu blev relativt fordelagtig for Finland, anså dele af højrefløjen, især det Akademiske Karelen-Selskab, som blev grundlagt 1922, at det var en "skammelig fred", eftersom Storfinland ikke var blevet en realitet.

### Den finske delegation
- Juho Kusti Paasikivi (leder)
- Juho Vennola
- Alexander Frey
- Rudolf Walden
- Väinö Tanner
- Väinö Voionmaa
- Väinö Kivilinna

### Russiske forhandlere
- Jan Antonovitj Berzinsj-Zijemelis, (egentlig: Jānis Bērziņš)
- Platon Mihailovitš Keržentsev
- Nikolai Sergejevitš Tihmenev
- Aleksandr Aleksandrovitš Samoilo
- Jebgeni Andrejevitš Berens

## Aftalens indhold
Allerede i aftalens indledende tekst bekræftes Finlands selvstændighed fra 1917, og Ruslands bekræftelse af det autonome storfyrstendømmes grænser. Videre udtrykkes begge siders ønske om at afslutte den krig, som var indtrådt mellem de to stater, og endeligt løse de spørgsmål, som var opstået mellem Finland og Rusland.
I den første artikel erklærer man, at krigstilstanden ophævedes med aftalen. Den anden artikel fastlægger grænsen og den tredje vandområdernes deling. I den fjerde artikel overlader Rusland Petsamo til Finland. I den femte enes man om grænsegang. Den sjette stilles krav om finske orlogsfartøjer i Ishavet, den syvende paragraf behandler fiskerettigheder. Den ottende paragraf gav russerne transitret gennem Petsamo til Norge og omvendt. I den niende gaves befolkningen i Petsamo ret til at vælge mellem finsk eller russisk medborgerskab. I den tiende aftales, at Repola og Porajärvi overdrages til Rusland, hvor de indføjes i det autonome område Østkarelen, og den elvte beskriver fremgangsmåden for overdragelserne. Den tolvte definerer neutralisering af østersøområdet og i de 13.–15. artikler lover Finland at neutralisere visse øer i den Finske Bugt. I den 16. enedes man om en delvis neutralisering af Ladoga. I den 24. enedes man om begge siders krigserstatninger. De 25.–28. og 31.–32. behandlede økonomiske detaljer.